# جيوفاني روساتي
جيوفاني روساتي (بالإيطالية: Giovanni Rosati)‏ هو لاعب كرة قدم إيطالي في مركز الوسط، ولد في 24 يونيو 1952 في روما في إيطاليا. لعب مع نادي روما ونادي ريميني.